# Елісео Інсфран
Елісео Інсфран (ісп. Eliseo Insfrán, нар. 27 жовтня 1935, Асунсьйон) — парагвайський футболіст, що грав на позиції нападника, зокрема, за клуб «Гуарані» (Асунсьйон), а також національну збірну Парагваю.
Брат-близнюк іншого гравця футбольної збірної Парагваю Еліхіо Інсфрана.

## Клубна кар'єра
У дорослому футболі дебютував 1954 року виступами за команду «Гуарані» (Асунсьйон), в якій провів сім сезонів. 
1961 року перейшов до італійської «Сампдорії», у складі якої, утім, не заграв і наступного року повернувся на батьківщину, ставши гравцем «Серро Портеньйо».
Згодом протягом 1963–1965 років знову грав за «Гуарані» (Асунсьйон), після чого виступав у Колумбії за «Депортес Кіндіо», на батьківщині за «Лібертад» та в чилійському «О'Хіггінсі».
Завершив ігрову кар'єру у команді «Спортіво Лукеньйо», за яку виступав протягом 1969 року.

## Виступи за збірну
1956 року дебютував в офіційних матчах у складі національної збірної Парагваю. Протягом кар'єри у національній команді, яка тривала 10 років, провів у її формі 21 матч, забивши 1 гол.
Був у заявці збірної на чемпіонат світу 1958 року у Швеції, однак на поле в іграх світової першості не виходив. Згодом брав участь у чемпіонати Південної Америки 1963 року у Болівії, де разом з командою здобув «срібло».

## Титули і досягнення
- Срібний призер Чемпіонату Південної Америки: 1963